# Gmina Rødekro
Gmina Rødekro (duń. Rødekro Kommune) – w latach 1970–2006 (włącznie) jedna z gmin w Danii w okręgu południowej Jutlandii (Sønderjyllands Amt). 
Siedzibą władz gminy było miasto Rødekro. 
Gmina Rødekro została utworzona 1 kwietnia 1970 na mocy reformy podziału administracyjnego Danii. Po kolejnej reformie w 2007 r. weszła w skład nowej gminy Aabenraa.

## Dane liczbowe
- Liczba ludności: (♀ 5856 + ♂ 5839) = 11 695
  - wiek 0-6: 9,6%
  - wiek 7-16: 14,8%
  - wiek 17-66: 63,9%
  - wiek 67+: 11,7%
- zagęszczenie ludności: 58,2 osób/km²
- bezrobocie: 4,0% osób w wieku 17-66 lat
- cudzoziemcy z UE, Skandynawii i USA: 174 na 10 000 osób
- cudzoziemcy z krajów Trzeciego Świata: 125 na 10 000 osób
- liczba szkół podstawowych: 6 (liczba klas: 83)